# El palafrenero embrujado
El palafrenero embrujado es un grabado sobre madera realizado hacia 1534 por el artista renacentista alemán Hans Baldung.

## Descripción
El palafrenero embrujado es una reconocida obra enigmática que reúne en una cuadra impoluta a una bruja con el pecho expuesto asomándose en la ventana, un mozo de cuadra con la horca y la almohaza tendido en el suelo en atrevido escorzo, probablemente más aturdido que dormido, y un caballo al fondo de mirada amenazadora, en la que algunos han visto una alegoría de la ira.

## Iconografía
Las brujas y temas sobrenaturales ocupan un lugar destacado en la obra de Baldung, de ahí que la anciana sea identificada con una. Tampoco está clara su acción, no se sabe si ha hechizado al palafrenero, lo ha matado o hecho que el caballo lo pateara. Algunos investigadores han visto en esta obra la ilustración de una leyenda popular alsaciana que cuenta las aventuras de un bandido que, después de haber hecho un trato con el diablo, sucumbió a un golpe de casco de caballo.
Otras suposiciones sugieren que no se trata de una escena sino de una alegoría, ya sea de la lujuria, ira o muerte. En la obra de Baldung, tanto las brujas como los caballos son representados como salvajes, lujuriosos y peligrosos, por lo que el grabado podría interpretarse como una advertencia contra la lascivia o contra "el sueño de la razón" cuando la fantasía se apodera de la mente racional. También se lo ha descrito como un autorretrato metafórico del artista porque el escudo de armas en la pared lleva su propio emblema heráldico, el unicornio.
La especialista en el Renacimiento Jennifer Sliwka, propuso más recientemente que la figura de la bruja podría ser una personificación de la Envidia. Indica el parecido de esta con la figura de la Envidia en el grabado de Mantegna Combate de dioses marinos y que tradicionalmente este era el pecado más asociado con las brujas, ya que se creía que poseían el poder de hechizar mediante la mirada malévola o mal de ojo. Sliwka sugiere que la bruja envidia el caballo del palafrenero y pretende robarlo, o más ampliamente que la propia imagen es una alegoría de la envidia, en que la mirada envidiosa de la vieja refleja la de los rivales artísticos de Baldung.

## Análisis
Hans Baldung introduce en su grabado una referencia obvia a El gran caballo (1505) de Alberto Durero. El caballo del Juicio de París (1508) de Lucas Cranach el Viejo también podría ser una de las fuentes para el equino.
Este trabajo constituye un estudio con una perspectiva exigente. El espacio pictórico ascendente se construye a modo de escenario.

## Posteridad
Un caballo relinchando aparece  en la obra maestra de Pablo Picasso, Guernica, que Picasso tomó del grabado de Hans Baldung, al igual que la mujer con la lámpara procede de la vieja bruja con una antorcha que se asoma en la parte superior derecha de la imagen lanzando el hechizo.